# Евристен
Евристен (на гръцки: Εὐρυσθένης, Eurysthenes) е в древногръцката митология цар на Спарта ок. 1103 – 1061 пр.н.е. от династията на Агидите (Agiaden).
Произлиза от Херакъл, Хераклидите и основава заедно с брат си владетелската династия Еврипонтиди.
Син е на Аристодем и Аргея (дъщеря на Автесион, цар на Тива). Баща му е син на Аристомах и правнук на Херакъл. Брат близнак е на Прокъл.
Двамата братя близнаци основават двойно царство в Спарта. През младите им години, след ранната смърт на баща им, двамата братя стоят под регентсвото на чичо им Терас. Двамата основават спартанската конституция. Порасналите братя били до края на живота си вражески настоени по между си.
След него цар става син му Агис I (Agis I., ок. 1061 – 1059 пр.н.е.).